# 北疆博物院
北疆博物院，又名“天津黄河白河博物馆”（法語：Musée Hoangho-Paiho de Tientsin），是天津自然博物馆的前身，1914年由法国天主教耶稣会神甫、博物学家桑志华在天津法租界的崇德堂创建，1922年桑志华在法国耶稣会的支持下在天津修建了专职馆舍，是中国北方地区最早建立的博物馆，也是中国建立时间最早的博物馆之一，在中国古生物学界、古地质学界、考古界和博物馆界占据重要地位。
1914年起，在天津耶稣会的赞助下，桑志华搜集了大量地质、岩矿、古生物和动植物等方面的标本和化石并储存在天津耶稣会在法租界内的崇德堂内。1922年，在教会和天津法租界的支持下，桑志华在耶稣会于中国创办的天津工商学院毗邻的土地修建了北疆博物院的专用馆舍。该院聘请了德日进等多位外籍专家工作，填补了以黄河、海河流域为中心的中国北方古生物领域考察的空白，出版的刊物、著作诸多被列入世界动物学、植物学、古生物学文献数据库，至今仍然是中国北方地区考察生物各学科早期科学纪录的重要依据。在1930年代，北疆博物院和法国国家自然历史博物馆等欧洲博物馆长期保持学术交流，在国际上具有一定声望，直至1937年日军占领天津后，次年桑志华返回法国，1940年代北疆博物院的科学考察和研究工作陷入停滞，处于留守状态。
目前，北疆博物院旧址位天津市河西区马场道天津外国语大学校园内，曾长期作为天津自然博物馆古生物部的办公地和馆藏库房，不对公众开放。2016年1月22日，北疆博物院经过修缮，重新面向公众开放，被誉为中国早期博物馆的“活化石”。
北疆博物院旧址是天津市文物保护单位和重点保护等级历史风貌建筑。2019年10月7日，北疆博物院旧址升为第八批全国重点文物保护单位。

## 名称
由于北疆博物院是由法国传教士桑志华所创建，因而博物馆自1922年专用馆舍落成时便确定了法语名称Musée Hoangho-Paiho，并在馆舍上镶嵌了MUSEE HOANGHO PAIHO的铭牌。根据天津自然博物馆的资料显示，这一时期博物馆已经确定了中文名名称“北疆博物院”，而“黄河白河博物馆”是其法语名称的中文直译。但也存在另一种说法，中文初名为“黄河白河博物馆”，后因藏品来源的拓展超出了黄河、海河流域，覆盖了整个中国北方并藏有桑志华带来的法国北部植物标本7,300件，故更名为“北疆博物院”。
1946年，桑志华曾以英文出版了一本介绍博物馆的小册子《北疆博物院导览》，将北疆博物院的英文翻译为“The Hoangho-Paiho Museum of Natural History”（黄河白河自然历史博物馆）。

## 历史沿革

### 法租界崇德堂时期

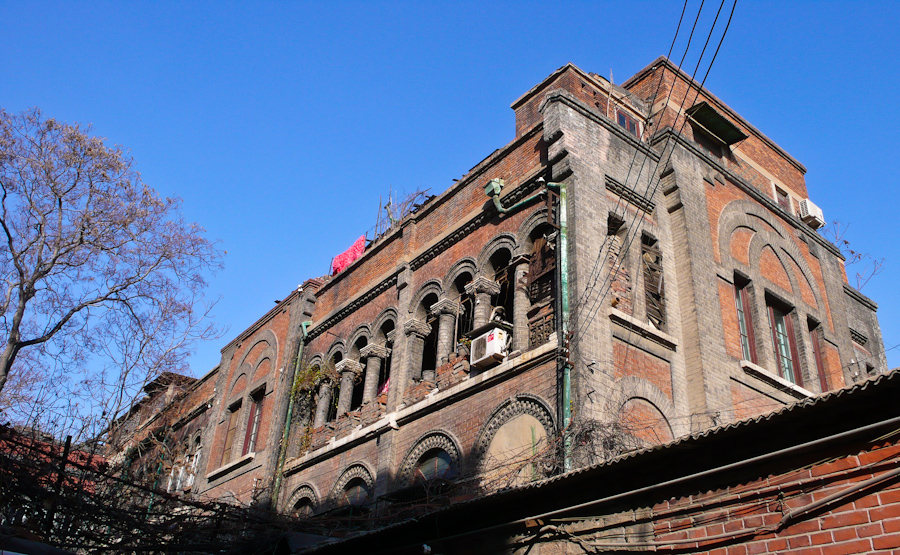
1914至1922年期间，桑志华搜集的古生物标本及化石存存放于天津法租界崇德堂

1912年，桑志华获得动物学博士学位后，了解到中国以长江流域为中心的长江以南已经有人考察，以黄河流域为中心的中国北方尚属空白。桑志华计划填补这一空白，便提出了考察黄河流域并在中国北方建立博物馆的计划。这一计划得到了法国天主教会的认可，被献县教区耶稣会会长金道宣神甫采纳以及法国北方耶稣会省会长步烈神甫和耶稣会总会长魏伦兹神甫的赞同。桑志华的这一计划得到了法国外交部和教育部的资助。
1914年，桑志华从法国出发经西伯利亚并于3月21日从满洲里入境中国，3月25日抵达天津后前往献县传教区，在教区所属天津法租界圣路易斯路18号崇德堂开始工作。4月，桑志华开始了科学考察活动。
1914年至1917年，初到中国的桑志华对中国北方的了解较为缺乏，大多时间往返于天津与山西之间，主要对天津、北京、河北、山西及周边地区进行一般性的考察和采集。这这过程中，桑志华了解中国的地形、地质、水文、气候等情况，为他深入中国北方腹地研究奠定了基础。

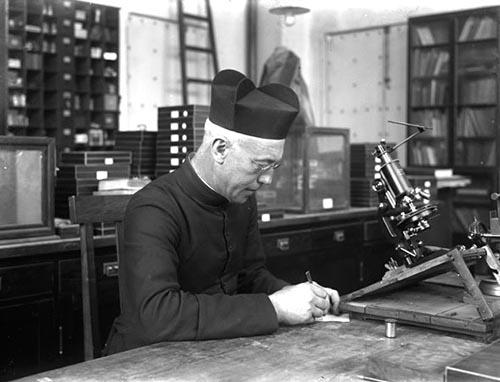
在北疆博物院工作中的桑志华

1918年，桑志华扩大在中国北方的科学考察范围，对山西、陕西、内蒙、甘肃、青海等中国北方腹地进行考察和采集发掘活动。他采集了大量的植物标本、哺乳动物皮张、昆虫标本以及2,000余件矿物标本。
1919年6月，桑志华前往甘肃庆阳考察时，在庆阳以北约55公里首次发现了丰富的上新世蓬蒂期化石。甘肃庆阳的重大发现，使桑志华将未来一段时间考察的重点放在了甘肃庆阳周边。1920年，桑志华在鄂尔多斯到甘肃庆阳一带进行大规模科学考察工作，发掘出标准的蓬蒂期动物化石。6月4日，幸家沟出土了一件距今1.8万年的石核，成为中国出土最早的第一块旧石器时代的打制石器。此后又发掘出两件石片，直接打破了自1882年以来德国地质学家李希霍芬提出的中国北方不可能有旧石器的论断，更将中国的文明史上推了几十万年，是中国古人类研究的一次重大发现。
1921年3月，桑志华发出《向传教士呼吁书》，号召华北地区的传教士收集古生物化石，为在天津建立博物馆提供实物标本。6月，泥河湾村教区传教的樊尚神父积极响应桑志华的呼吁，到天津拜访桑志华，告知其在住宅附近发现了古生物化石，包括猛犸象齿、鹿角、犀牛长骨、带前额的水牛角以及蚌科化石，并表示愿意将化石相赠并邀请桑志华一同前往化石发现地进一步考察。之后，他还向北桑志华邮寄了蚌科化石，这一线索直接促成日后泥河湾地质遗址的发现。
1914至1922年间，桑志华将搜集到的大量的标本和化石分几批运回天津，储存在法租界的崇德堂内，逐渐地占据了崇德堂的全部房间和地下室。因此，桑志华向耶稣会建议在建设天津工商学院的同时，在教会土地上也同时建设博物院专用馆舍。

### 1922至1937年
1922年，法国天主教会和天津法租界行政当局采纳桑志华的建议，献县教区修道院长卜神父拨出一块紧临天津英租界马场道清鸣台的空地的一部分用于修建博物馆，这块土地是教会1909年因曾拟建学校而购得。因此，博物馆与天津工商学院得以同时修建，兴建博物院的资金由教会向社会募集。

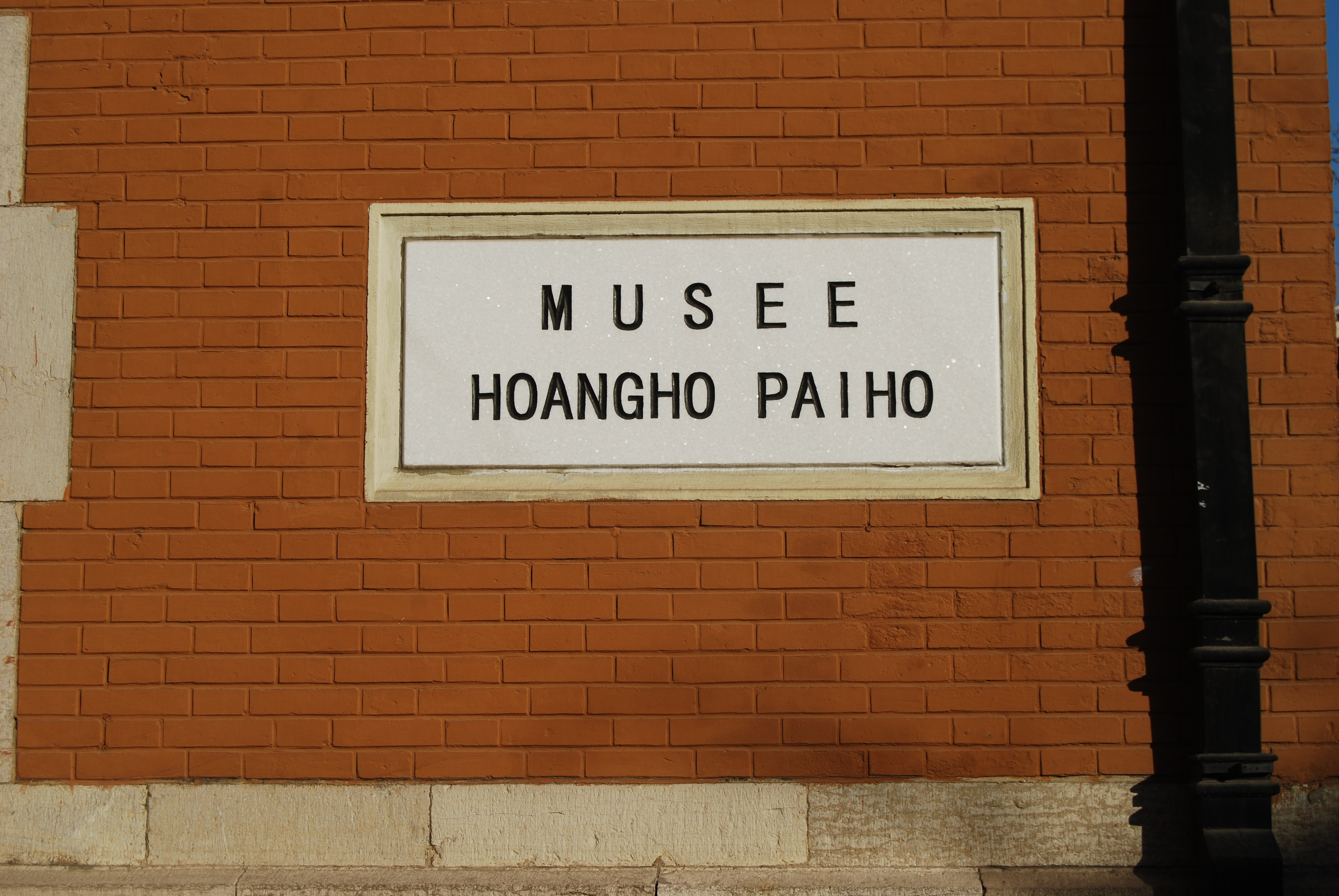
镶嵌在北疆博物院墙上的“黄河白河博物馆”铭牌

1923年，法国天主教神甫德日进接受桑志华的邀请来到中国，受聘于北疆博物院，他与桑志华联合组成“桑志华——德日进法国古生物考察团”，该考察团远征探险旅行持续了两年。
1923年，桑、德考察团前往内蒙古三盛公、萨拉乌苏河地区和宁夏灵武水洞沟地区进行科学考察，1934年前往张家口以北的戈壁东部地区考察，发掘了大量旧石器时代、新石器时代的石器以及动植物标本。

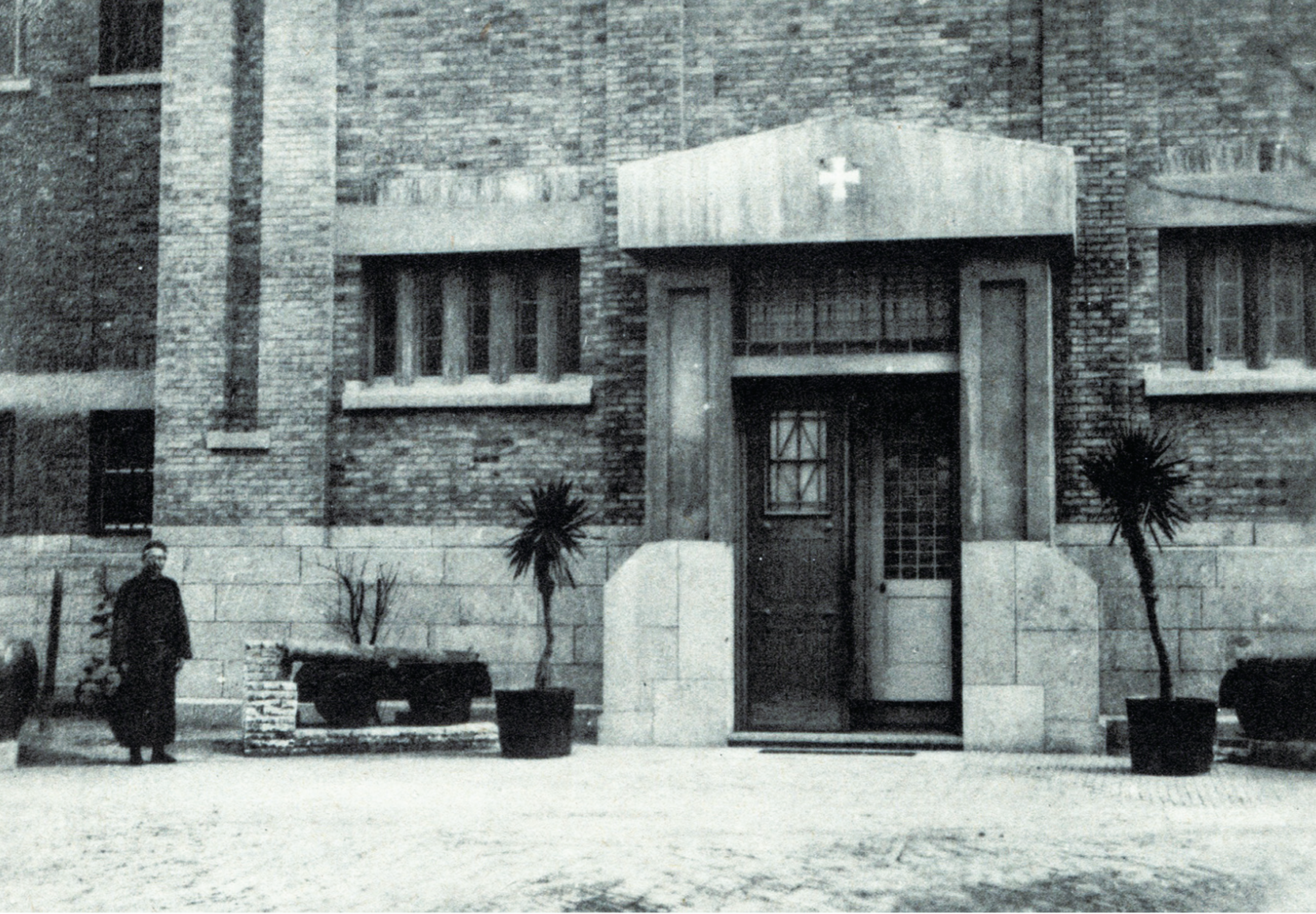
北疆博物院陈列室入口

1925年3月9日，北洋出版社出版了《黄河白河十年行程录（1914—1923）》，记录了桑志华自1914年至1923年的十年间在中国北方以黄河海河流域为中心的科学考察的成果。3月20日，桑志华开始在马场道南侧建造一座占地300平方米，高21米的三层楼房，作为陈列室，并为其取名为“Musée Hoangho-Paiho de Tientsin”，中文名称为“北疆博物院”，又称黄河白河博物馆。
1925年5月17日，法国驻华特命全权公使玛德（法語：Damien de Martel）路经天津时参观了北疆博物院。1926年11月12日，瑞典王国当时的王储古斯塔夫六世·阿道夫携夫人和英国哈伍德伯爵夫人玛丽长公主及随员分别来院参观。
1927年4月19日，法国领事在北疆博物院旁的天津工商学院大厅授予北疆博物院院长桑志华法兰西共和国铁十字骑士勋章。

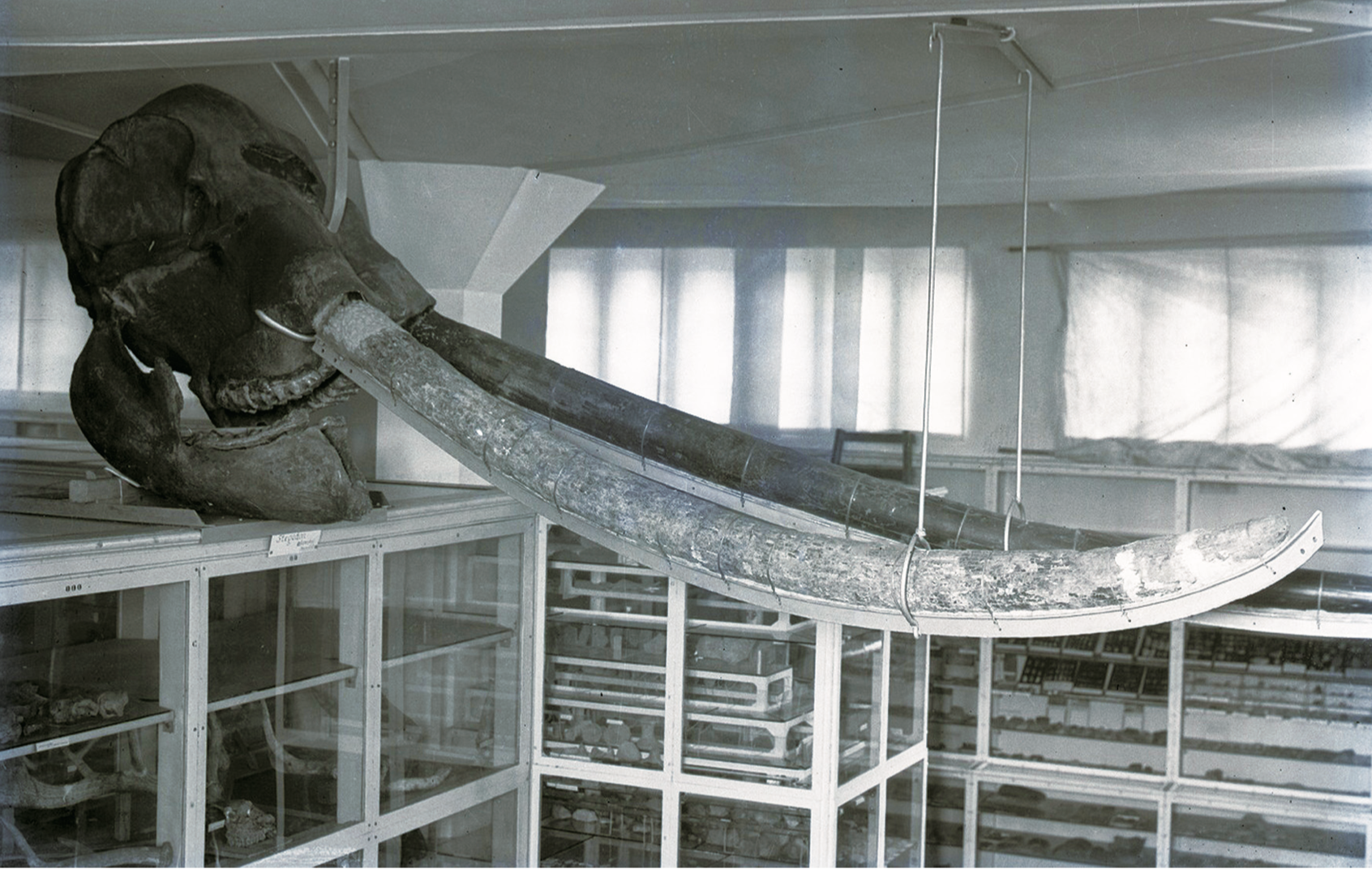
北疆博物院的古生物化石陈列

1928年5月5日，天津北疆博物院举行开幕典礼及大型展览，多国领事、政要及北洋大学、南开大学均派员参加了典礼。新落成的陈列馆向公众展出了植物标本2万种，动物标本3.5万种，岩石与矿石标本共7,000种，动物骨骼化石1.8万公斤，各地地理、山川、河流、土壤和动植物分布地图133幅，照片3,000余张以及关于人类学、工商业和农业的调查报告，还面向公众举办了普及科学知识的讲座。
1934年，耶稣会神甫、天津工商学院汤道平教授调入北疆博物院，参与了桑志华对山西、河南等地的科学考察工作。
1934年6至8月、1935年5至6月，桑志华两赴山西榆社盆地，发掘并搜集了大量上新世哺乳动物化石，质量和数量均超以往，是桑志华在中国25年科学考察中的最后一个重要发现。

### 1937至1949年
1937年7月，日本开始占领华北，桑志华的采掘工作被迫中断。日军占领天津后，1938年年底，桑志华返回法国，北疆博物院也基本停止了采掘与研究工作，罗学宾继任北疆博物院院长一职。1939年6月，日军封锁天津英、法租界，8月，天津遭受水灾，天津市区被淹，北疆博物院被淹没达1米。
1940年6月，趁日军解除对天津英、法租界封锁之际，部分工作人员携带部分藏品转移至北平使馆区，以建立私立北平地质生物研究所。在崇德堂图书馆及工商学院任职的法籍耶稣会士盖斯杰留守北疆博物院，北疆博物院的南楼清空后租借给工商学院使用，北楼的一、二层则租给工商学院附中使用，后来工商学院校长刘乃仁兼任北疆博物院院长。直到1947年，北疆博物院的工作正式停摆。

### 1949至2014年

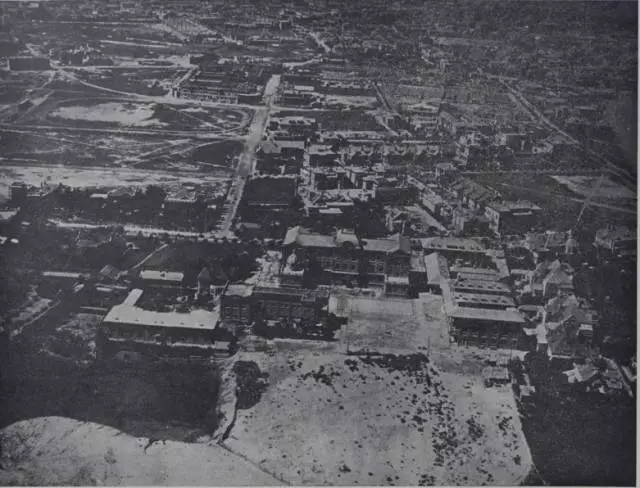
1930年代天津工商大学及北疆博物院航拍照

1949年后，北疆博物院由津沽大学代管。1951年2月，教会委派任职于私立津沽大学的法籍教授明兴礼神甫兼任北疆博物院主任。此时，北疆博物院暂时成为私立津沽大学的附属博物馆。
1951年4月5日，天津市公安局以反革命间谍罪将天主教耶稣会天津院院长卜相贤逮捕，教会与政府间关系紧张。7月3日，私立津沽大学校董事会第七次会议决定致函中央人民政府教育部：“拟将津沽大学献给国家，并请政府明令改为国立。”9月19日，中央人民政府教育部批准私立津沽大学更名为“国立津沽大学”，教会退出并由政府接管，津沽大学的法籍教授、北疆博物院主任明兴礼神甫随即返回法国。同年，中共天津市委宣传部接管北疆博物院。
1951年，国立津沽大学委派地理学教授董绍良接管北疆博物院并担任主任。9月26日，举行北疆博物院接收典礼，中共天津市委宣传部长黄松龄主持仪式，时任天津市长黄敬出席。此时，北疆博物院全部工作人员只有四人，经济还未独立，标本、财产尚未清点。
1952年，中国政府对高校、文化机构进行大规模整顿。在这一运动中，北疆博物院由天津市人民政府、天津市文化局接收，并更名为天津人民科学馆，冠以“人民”二字，以示人民当家作主之意。1952年6月5日，天津市人民政府批准组成“天津市人民科学馆筹备委员会”，任命南开大学生物系主任肖彩瑜任馆长，遵照“各按系统，自上而下，原封不动，先接后管”的方针，开始接收原北疆博物院的工作，陆续进行清点、移交。
1953年11月，已隶属于天津市人民科学馆的原北疆博物院陈列厅再次对外开放参观，陈列的展品按古生物及矿石、脊椎动物、动物进化、农业病虫害四大类在不同的陈列室展出。1957年3月25日，天津市人民科学馆筹备委员会向天津市人民委员会提出了变更馆名的意见，6月11日，得到批准。1958年，在原北疆博物院的馆舍内，正式成立了天津自然博物馆。1959年，陈列展览和办公地址又从北疆博物院迁到位于马场道272号的原英国乡谊俱乐部（现天津市干部俱乐部），北疆博物院大楼成为天津自然博物馆古生物部的办公场所和收藏珍贵标本的库房，此后不再对外开放，只有研究学者和天津自然博物馆的管理人员可以进入。
1991年，北疆博物院旧址被列入天津市保护文物单位。2003年，国家文物局出资对北疆博物院旧址进行了修缮。1997年，天津市政府拨款一亿元，用于扩建天津自然博物馆，缓解了北疆博物院旧址作为仓库的压力。2005年8月，原北疆博物院旧址与相邻的原天津工商学院主楼、桑志华旧居等一并被列入天津历史风貌建筑名录。

### 2016年至今
2014年，正值中法建交50周年暨桑志华来华科学考察100周年之际，天津市政府及天津市文广局启动北疆博物院北楼及陈列室的修缮工程。2016年1月22日，北疆博物院北楼及陈列室重新面向公众开放。2月25日，中科院古脊椎所——北疆博物院联合研究中心正式成立，将启动对北疆博物院馆藏的古生物化石保护修复工作。2017年5月，“回眸百年，致敬科学——北疆博物院复原陈列”展览获得第十四届全国博物馆十大陈列展览精品奖。
2018年3月，天津市文广局又启动北疆博物院南楼建筑修缮、功能复原和陈列设计工程。6月，天津自然博物馆开始立项利用现代科技手段，对北疆博物院1925年出版的《黄河白河十年行程录（1914—1923）》中的手绘地图部分的70幅古地图，采取抢救性措施，包括：翻译疑难地名、辨识历史地物、对比古今变化、考查灭失地物、数字化地图数据、补充坐标信息、增加投影方式、建立历史地理信息数据库等。10月28日，北疆博物院南楼经修缮复原后在原址正式对公众开放。

## 科研与藏品

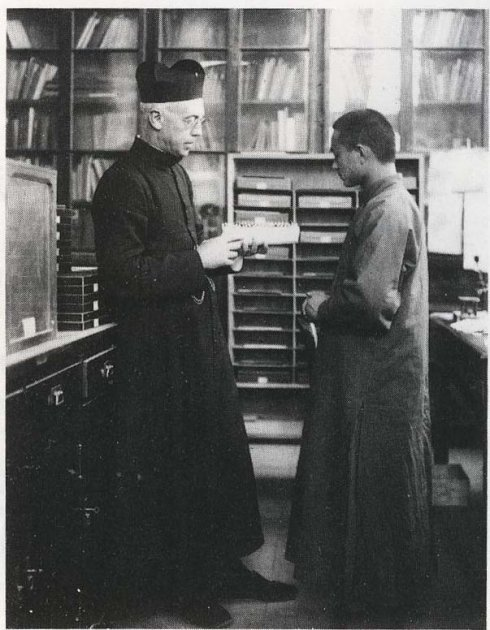
桑志华在北疆博物院整理昆虫标本

在北疆博物院陈列馆建成之前，桑志华将包括第四纪古生物化石在内的一些标本赠给法国国家自然历史博物馆、英国皇家植物园和伦敦自然历史博物馆，这些标本现在仍保存在这些博物馆中，使欧洲人从这些展品中了解到了东方的地质和植被，并激发了西方学者到中国考察的意愿。多名外籍学者先后受聘于北疆博物院，与桑志华共同进行标本的收集、研究和整理分类工作。同时，桑志华从法国带到北疆博物院7,300余件十九世纪至二十世纪初期采集于法国北部地区的植物标本，至今保持完好，如此大规模的外国标本的馆藏在中国的自然博物馆中是极为罕见的。
北疆博物院的研究人员多为取得相关学位的外籍专家学者。1920年，桑志华聘请法国植物学专家柴联抱（Henri Serre）神甫整理植物标本。1928至1929年，北疆博物院聘请法国鞘翅目专家杜歇尔（J. Duchaire）做鞘翅目分类工作，聘请法国国家自然历史博物馆主管的学术期刊《海洋生物志》主编罗学宾（Pirerre Leroy）神甫到北疆博物院工作，使北疆博物院的海洋动物研究与法国国家自然历史博物馆等欧洲博物馆长期保持学术交流。此外，北疆博物院还聘请了三位俄国专业人员，柯兹洛夫（I. Kozolow）负责高等植物的研究工作，巴甫洛夫（P. Pavlov）负责昆虫鳞翅目、两栖类、爬行类的研究工作，雅科甫列夫（B. Iakovleff）负责鱼类、哺乳动物的研究工作。北疆博物院保持着和欧洲许多博物馆有着联系和交往，鉴定和发表模式标本200多种。

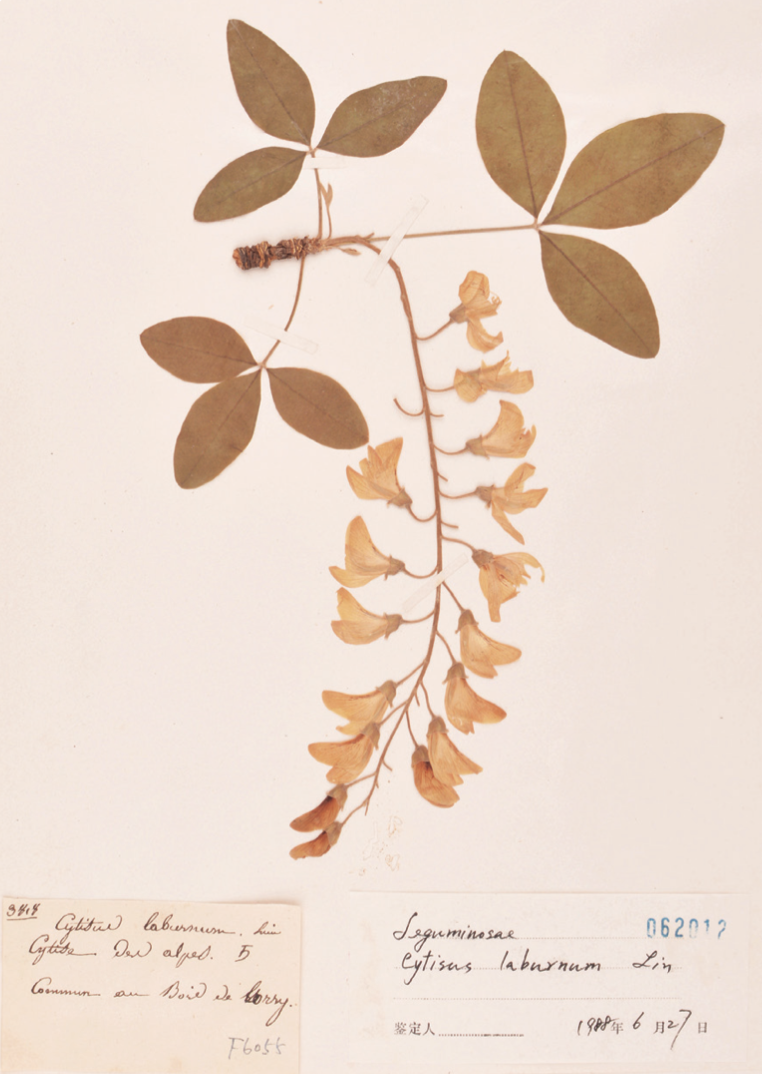
法国北部采集的金链花标本

据统计，北疆博物院共计出版学术期刊51期，在其他刊物上发表的学术论文74篇，涉及古人类学、植物学、动物学、古生物学、岩矿、地质学等多个专业领域。桑志华撰写、北洋出版社出版了《1914-1923黄河流域勘查报告》《1923-1933黄河流域十一年勘查报告》记录了桑志华等人二十年间的科学考察成果。桑志华和德日进合作考察研究并发表了多篇极有价值的学术论文，德日进在北疆博物院的主要著述38篇。北疆博物院出版的刊物、著作至今仍是考察中国北方生物学各分支学科早期科学记录的重要依据。
1922至1923年，桑志华与德日进在河套地区野外作业中，发现了“河套人”门齿，德日进还参加了周口店北京人牙骨的鉴定工作。桑志华在宁夏灵武的水洞沟、内蒙古乌审旗的大沟湾、陕西榆林的油房头发现三处旧石器时期的人类遗址，在鄂尔多斯等地区发现了大量古人类学标本。1952年，天津市人民科学馆筹备委员会接管北疆博物院后，对藏品进行了清点，共收藏有化石12,225件，动物标本145,311件，植物标本61,659件，另有图书15,752册。此后，北疆博物院的研究工作由天津自然博物馆承继。
2016年2月，中科院古脊椎所与天津自然博物馆合作，成立联合研究中心，开始对北疆博物院馆藏的古生物化石保护修复工作，此外，天津自然博物馆也开始对北疆博物院馆藏古生物化石标本的预防性保护。2018年10月，科学出版社出版了由天津自然博物馆在整理北疆博物院植物标本时发现的191张手绘植物图而编辑的图册。
此外，天津自然博物馆藏有若干箱北疆博物院的原始档案、桑志华考察日记及照片等，但尚未整理出版或提供查阅。

## 馆舍及建筑保护

### 馆舍建筑
北疆博物院院址位于原天津英租界马场道南侧，毗邻工商大学，两者均建造于教会的土地上。后因学校用地扩张而被纳入校园之内，由南楼、北楼两栋主要建筑构成和扩建的连廊构成。
1922年，比利时义品公司建筑师比奈设计并监造的北疆博物院办公楼落成。建筑整体为三层钢筋混凝土结构楼房，高21米，占地面积300平方米，内部分设实验室、办公室、藏品库，设有防盗门和双重窗户。1925年，由法国永和营造公司设计的陈列馆落成，整体为三层建筑并采用防火、防盗、防尘和防震等措施，建筑还设有高窗用来天然采光。按照博物院的建设要求，桑志华将平板花玻璃镶嵌在钢筋水泥窗框内，以免室内受尘土和大雨的侵袭；又将陈列柜直接固定在墙壁上，让光线更通透。内部陈列室采用中心牛腿柱式结构。1929年，北疆博物院再次扩建，在与主楼平行的位置上建设了一座两层楼房，并在两座楼房之间设置了一条空中通道，使三座建于不同时期的建筑连成一体，形成“工”字形。

### 建筑保护

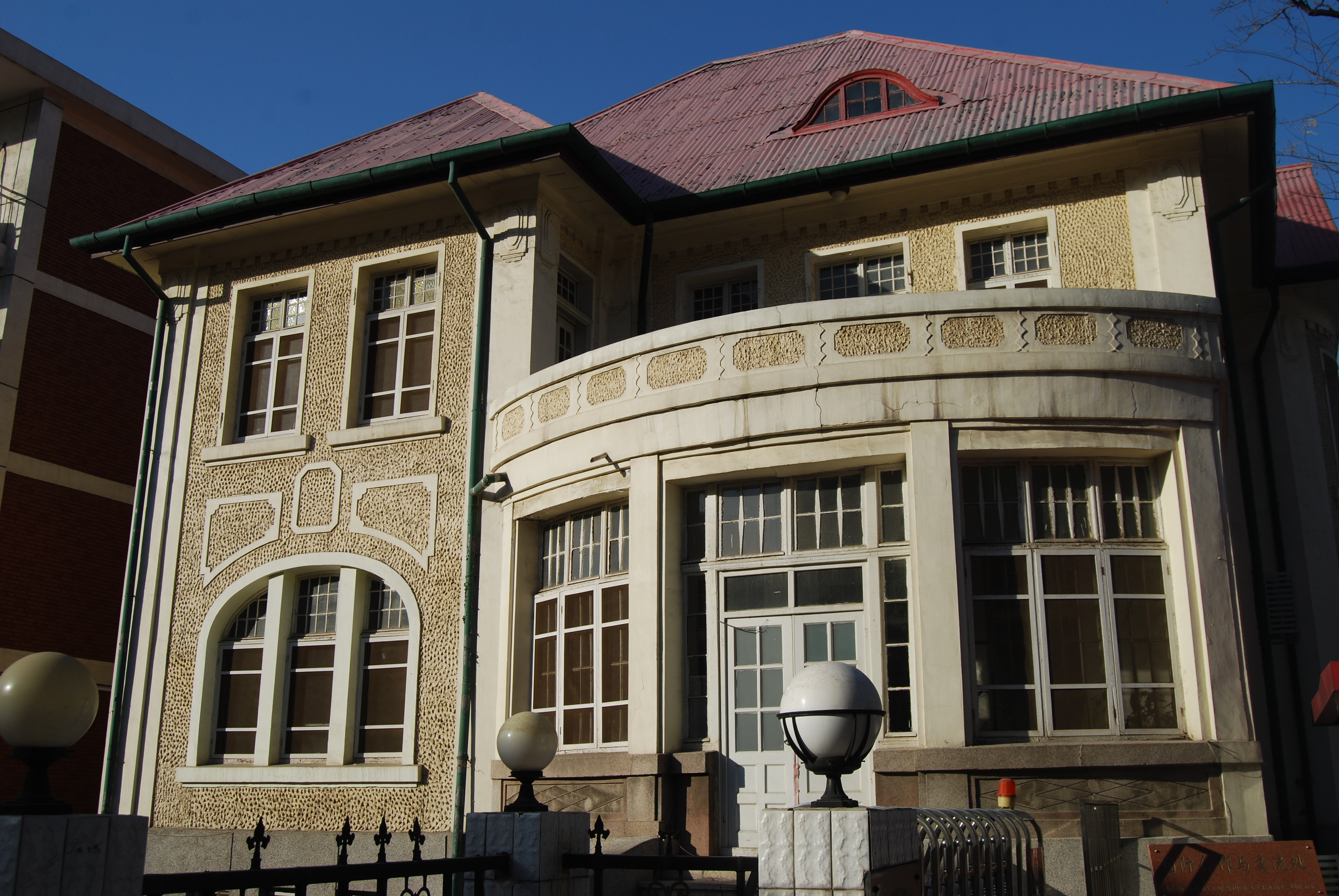
毗邻北疆博物院的桑志华旧居

1997年，天津市政府拨款一亿元，用于扩建天津自然博物馆，缓解了北疆博物院旧址作为仓库的压力。2003年，国家文物局和天津市文物局拨款对北疆博物院旧址进行了修缮，但此次修缮后仍无法满足对外开放的要求。2005年8月，原北疆博物院旧址与桑志华旧居一并被列入天津历史风貌建筑名录。2014年，天津市启动北疆博物院北楼及陈列室的修缮。2018年，天津市对北疆博物院南楼进行了修缮。

## 与教会、津沽大学关系

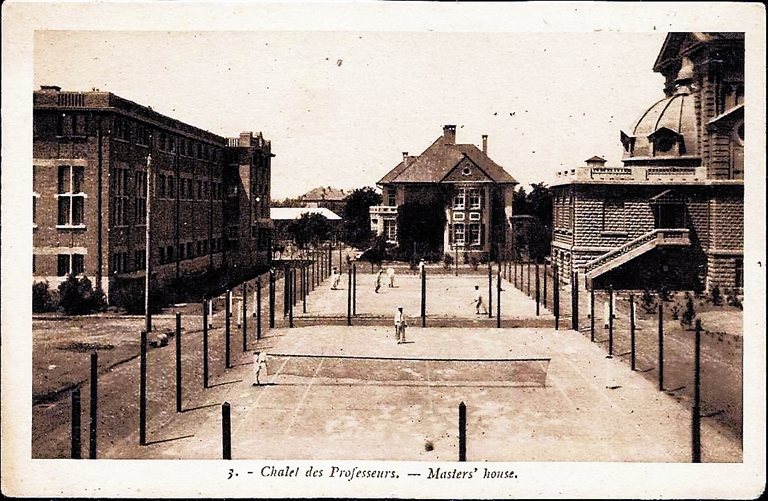
北疆博物院及天津工商学院

同为法国耶稣会赞助下建立的北疆博物院与津沽大学，两者之间的关系，学者意见不一。一说，北疆博物院隶属或挂靠于津沽大学（原天津工商大学）；一说，两者为平行关系，互不隶属。后经进一步考证，多数学者认为北疆博物院与津沽大学同属于天主教耶稣会，但二者互不统属，但又院址相连、互融互补，北疆博物院的科研与展览为津沽大学提供了自然科学实践与拓展视野的渠道，而津沽大学为北疆博物院提供了良好的科研环境，两者之间曾有密切的人员往来，如1934年耶稣会神甫、天津工商学院汤道平教授调入北疆博物院工作。1949至1951年，津沽大学曾代管过北疆博物院。